# Союзна пастила

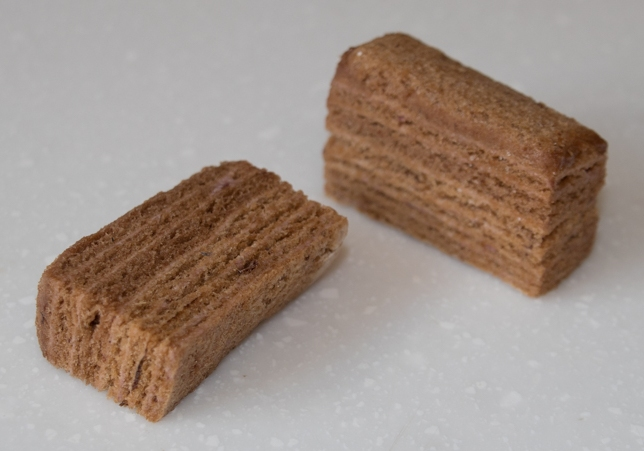
Листкова пастила.

Союзна пастила (рос. союзная пастила) або листкова пастила (рос. слоистая пастила) — багатошаровий різновид пастили, традиційний гостинець російської Коломни та українського Краматорська.

## Назва
У назвах «союзне печиво» і «союзна пастила» слово «союзне» є кондитерським терміном, який вказує на сполучення кількох шарів. Під такими назвами ці ласощі відомі ще з XIX століття.

## Рецептура

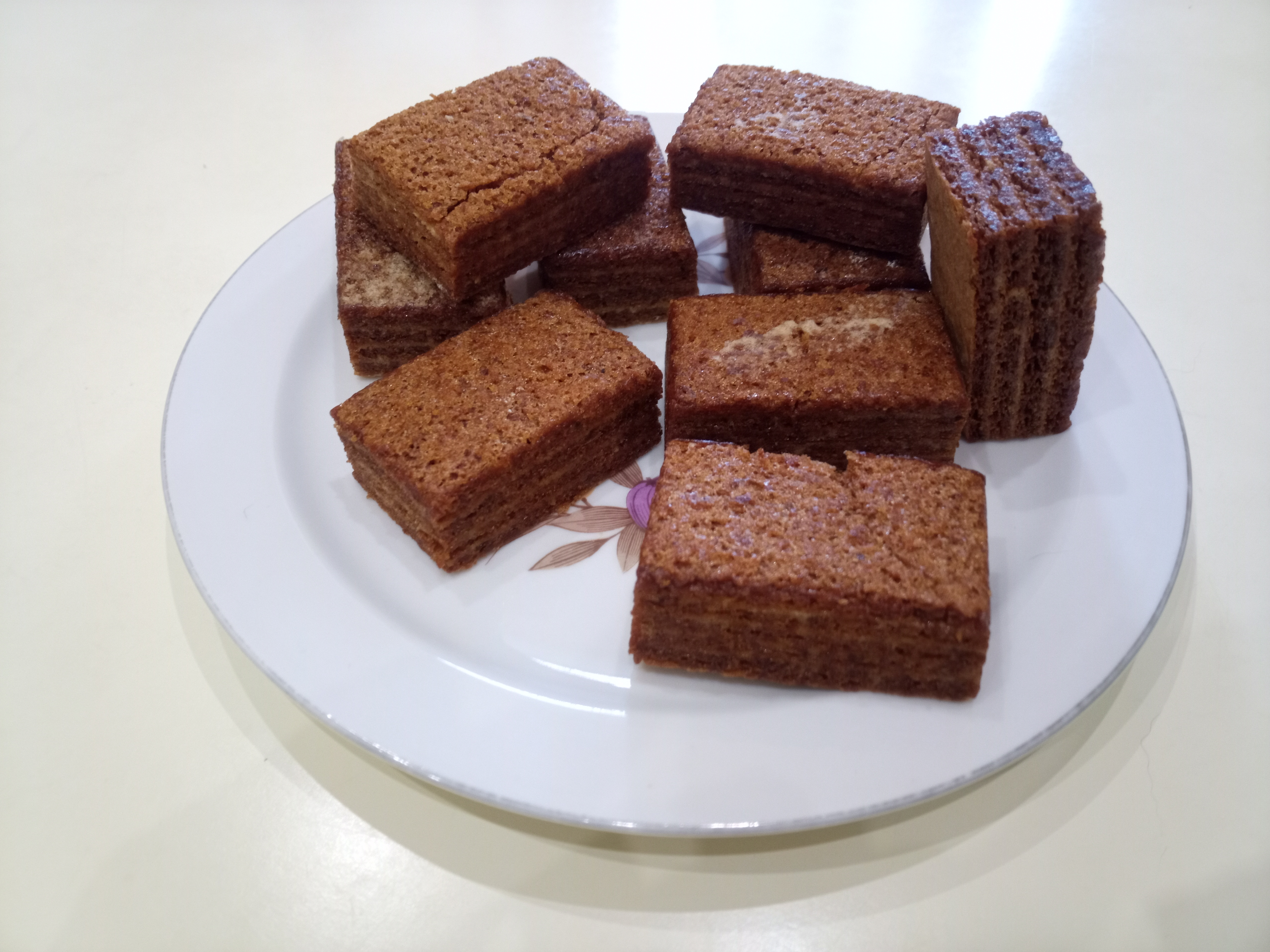
Краматорська пастила.

Краматорську пастилу виготовляють за рецептом 18 століття. Це єдине подібне виробництво в країні.
Краматорська союзна пастила звичайно складається з 6-8 шарів одного смаку, коломенська — з 4-6 шарів різних смаків. Використовують пухку пастилу на яєчних білках. Шари попередньо просушують поокремо від 4 до 6 годин, потім скріплюють між собою спеціальною намазкою і нарізають стовпцями.